# لامانتی (میزوری)
لامانتی (به انگلیسی: La Monte) یک شهر در ایالات متحده آمریکا است که در شهرستان پتیس، میزوری واقع شده‌است. لامانتی ۲٫۹۵ کیلومتر مربع مساحت و ۱٬۱۴۰ نفر جمعیت دارد و ۲۶۲ متر بالاتر از سطح دریا قرار دارد.